# Luftvärnskanonvagn fm/43

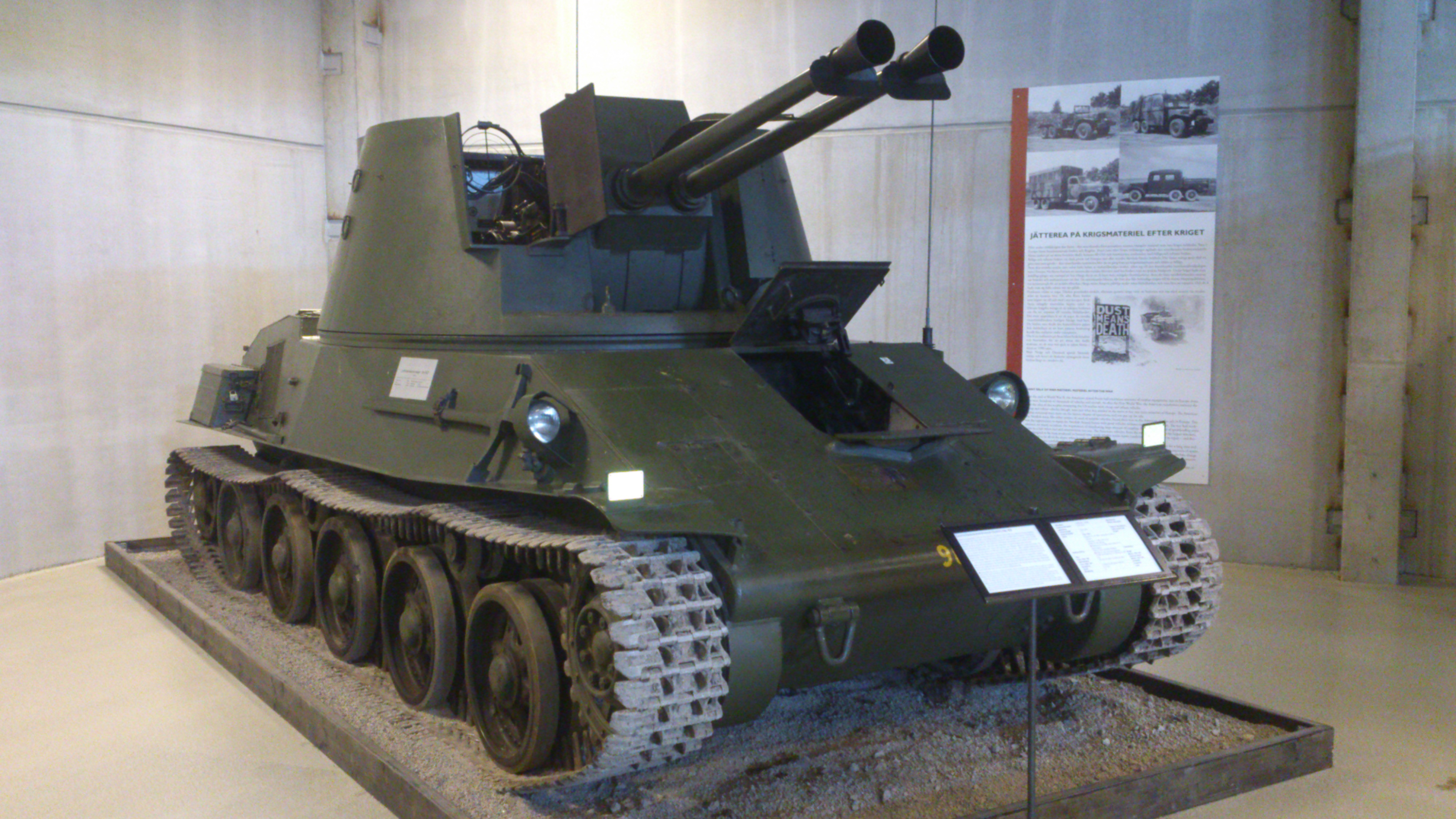
Luftvärnskanonvagn fm/43

Luftvärnskanonvagn fm/43 var Sveriges första luftvärnskanonvagn. Vagnen tillverkades av AB Landsverk och var baserad på Stridsvagn m/40K och luftvärnskanonvagnen Anti.
Den hade en besättning på fyra man och vägde 15,9 ton i den första versionen (1949) och 17 ton i den andra versionen (1957). Beväpningen var en dubbel 40 mm luftvärnsautomatkanon m/36 L/60 från AB Bofors. 17 vagnar tillverkades till Krigsmakten.
|                 | Lvkv fm/43 (1949)                        | Lvkv fm/43 (1957)                        |
| Antal i tjänst: | 17 st                                    | 17 st                                    |
| Besättning:     | 4 man                                    | 4 man                                    |
| Vikt:           | 15,9 ton                                 | 17 ton                                   |
| Beväpning:      | 2 st Bofors 40 mm lvakan m/36-43         | 2 st Bofors 40 mm lvakan m/36-43         |
| Pansar:         | 9 – 15 mm                                | 9 – 15 mm                                |
| Längd:          | 5.8 meter                                | 5.9 meter (pjäs och kanoner framåt)      |
| Bredd:          | 2.3 meter                                | 2.45 meter                               |
| Höjd:           | 2.3 meter                                | 2.5 meter                                |
| Frigångshöjd:   | 35 cm                                    | 35 cm                                    |
| Motor:          | Scania-Vabis typ L 603/3 162 hk          | Maybach HL 120 TRM 290 hk                |
| Växellåda       | Volvo typ VL-220 (mekanisk) 5 + 1 växlar | Volvo typ VL-220 (mekanisk) 5 + 1 växlar |
| Maxfart:        | 36 km/h                                  | 55 km/h                                  |